# Hyalopsychidae
Hyalopsychidae (лат.) — семейство ручейников подотряда Annulipalpia. Иногда рассматриваются в качестве подсемейства в составе семейства Dipseudopsidae.

## Распространение
Афротропика, Палеарктика, Юго-восточная Азия. В России 1 род.

## Описание
Нижнечелюстные щупики состоят из 5 члеников, нижнегубные щупики редуцированы. Обнаруженный на Дальнем Востоке России вид Hyalopsyche sachalinica обладает размером 13—15 мм.

## Систематика
3 рода.
- Hyalopsyche Ulmer, 1904
  - Hyalopsyche sachalinica
- Hyalopsychella Ulmer, 1930
- Phylocentropus Banks, 1907